# Толкачёв, Фёдор Иванович

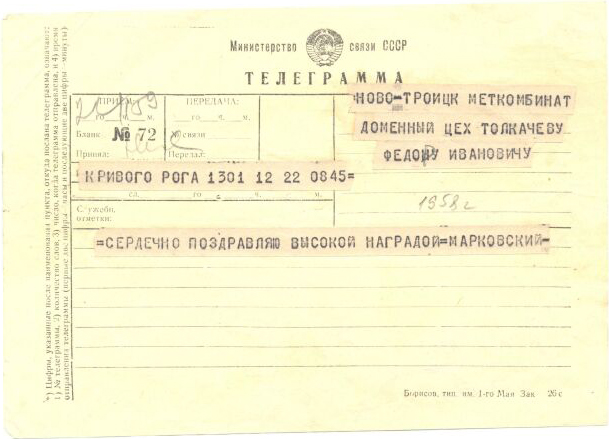
Поздравительная телеграмма из города Кривой Рог от Ивана Марковского в связи с награждением правительственной наградой. 1958 год

Фёдор Иванович Толкачёв (15 июня 1905, Орлов-Гай — 27 апреля 1970 года, Новотроицк) — советский металлург Орско-Халиловского металлургического комбината, Герой Социалистического Труда (1958).

## Биография
Родился 15 июня 1905 года в селе Орлов-Гай Орлово-Гайской волости Новоузенского уезда Самарской губернии.
В 1923 году приехал к брату в Донбасс. Работал на Макеевском металлургическом заводе каталем, газовщиком, горновым, старшим горновым. В 1930 году стал мастером доменного цеха.
В 1931 году переехал в Магнитогорск. В послевоенные годы работал на Нижнетагильском металлургическом комбинате.
В 1954 году переведён в Новотроицк, где готовился пуск первой доменной печи Орско-Халиловского металлургического комбината. Работал обер-мастером доменного цеха ОХМК до выхода на пенсию в 1963 году.
Избирался делегатом XXI съезда КПСС.
Умер 27 апреля 1970 года в Новотроицке.

## Награды
- Медаль «Серп и Молот» (19.07.1958);
- дважды Орден Ленина (05.05.1945; 19.07.1958);
- медали, в том числе «За доблестный труд в Великой Отечественной войне 1941—1945 гг.»;
- звание «Почётный металлург».

## Память
В Новотроицке на доме № 23 по ул. Советской, где жил Ф. И. Толкачёв, установлена памятная доска.